# 肯普利什
肯普利什（法語：Kemplich，法語發音：[kɛmpliʃ]；洛林法兰克语：Kemplesch）是法国摩泽尔省的一个市镇，属于蒂永维尔区。

## 地理
肯普利什（49°19'50"N, 6°23'30"E）面积5.54 平方千米，位于法国大東部大區摩泽尔省，该省份为法国东北部内陆省份，是洛林的一部分，西南接默尔特-摩泽尔省，东临下莱茵省，北与卢森堡和德国接壤。
与肯普利什接壤的市镇（或旧市镇、城区）包括：达尔斯坦、翁堡-比当日、克朗、门斯基什、莫讷伦、圣弗朗索瓦-拉克鲁瓦、韦克兰。
肯普利什的时区为UTC+01:00、UTC+02:00（夏令时）。

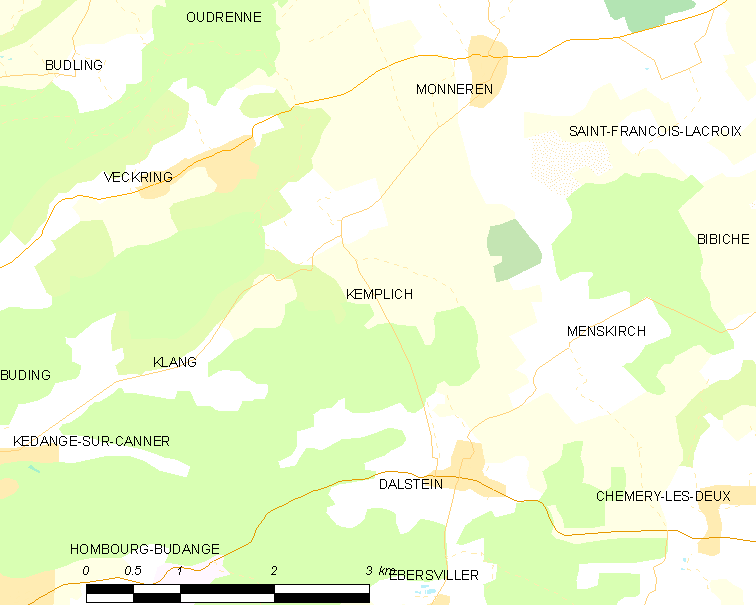
肯普利什的OSM定位图

## 行政
肯普利什的邮政编码为57920，INSEE市镇编码为57359。

## 政治
肯普利什所属的省级选区为梅采维斯县。

## 人口

1962-2008年间肯普利什人口变化图示

肯普利什于2022年1月1日时的人口数量为177人。